# Witold Gerutto
Witold Gerutto (Harbin, China, 1 de octubre de 1912-13 de octubre de 1973) fue un atleta polaco de origen chino especializado en la prueba de decatlón, en la que consiguió ser subcampeón europeo en 1938.

## Carrera deportiva
En el Campeonato Europeo de Atletismo de 1938 ganó la medalla de plata en la competición de decatlón, con una puntuación de 6661 puntos, tras el sueco Olle Bexell (oro con 6870 puntos que fue récord de los campeonatos) y por delante del suizo Josef Neumann (bronce con 6444 puntos).